# Jeninek
Jeninek (Duits: Genninsch Warthebruch) is een plaats in het Poolse district  Gorzowski, woiwodschap Lubusz. De plaats maakt deel uit van de gemeente Bogdaniec en telt 80 inwoners.